# Gynura cernua
Gynura cernua là một loài thực vật có hoa trong họ Cúc. Loài này được (Cass.) Benth. mô tả khoa học đầu tiên năm 1824.